# Palais Royal – Musée du Louvre (Métro Paris)

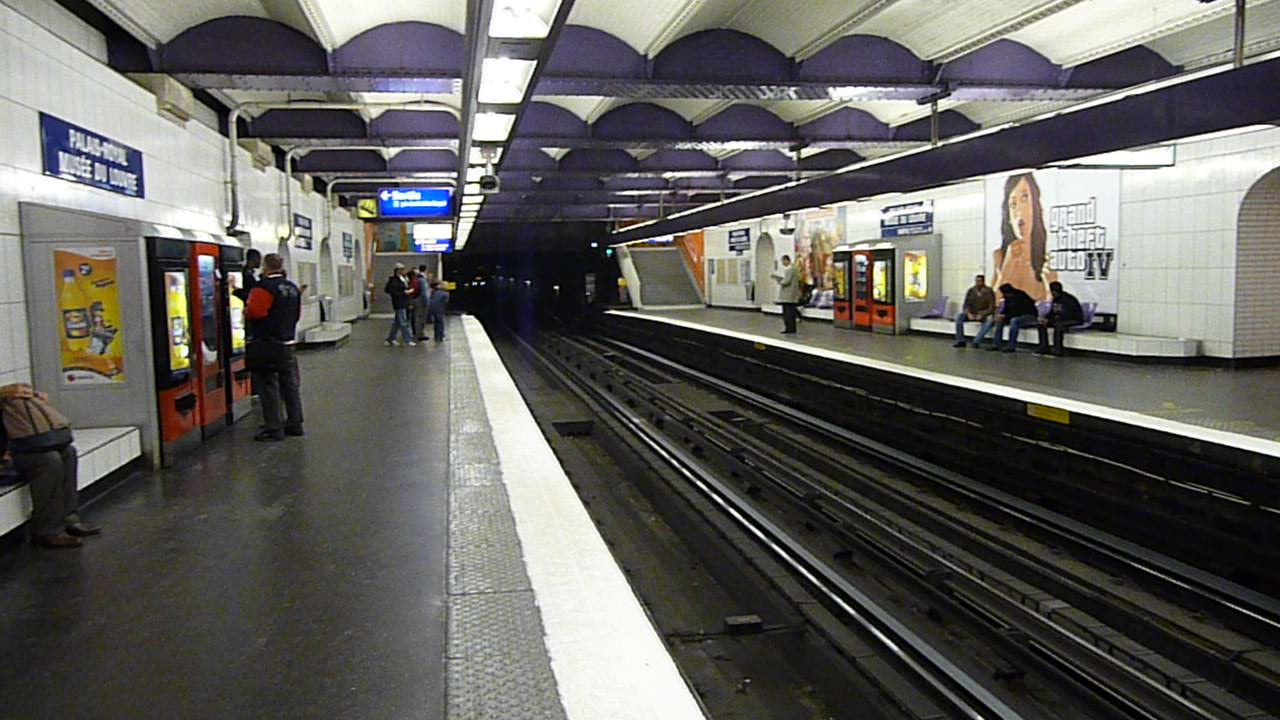
Station der Linie 1 vor dem Einbau der Bahnsteigtüren, 2008

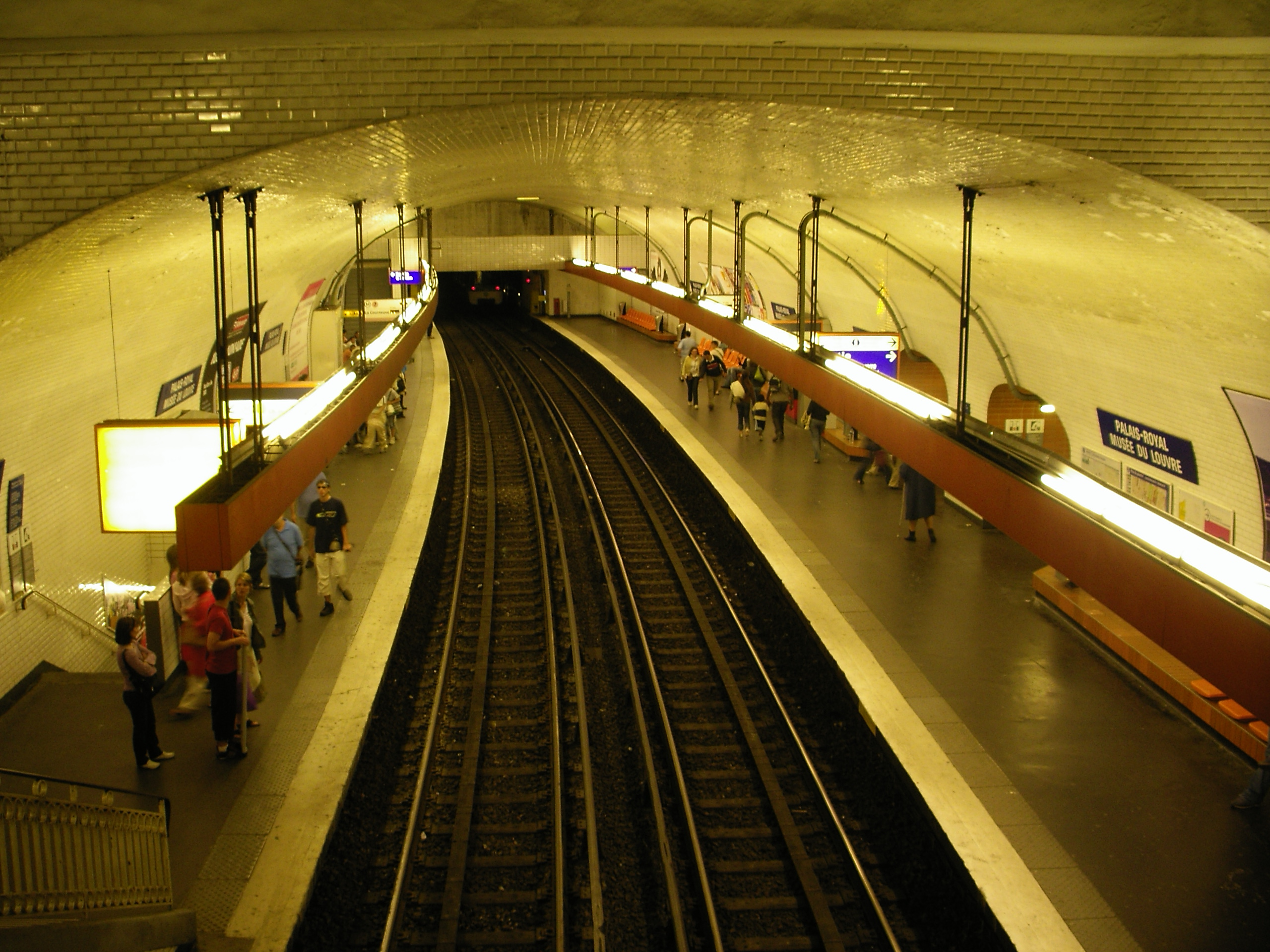
Station der Linie 7, 2006

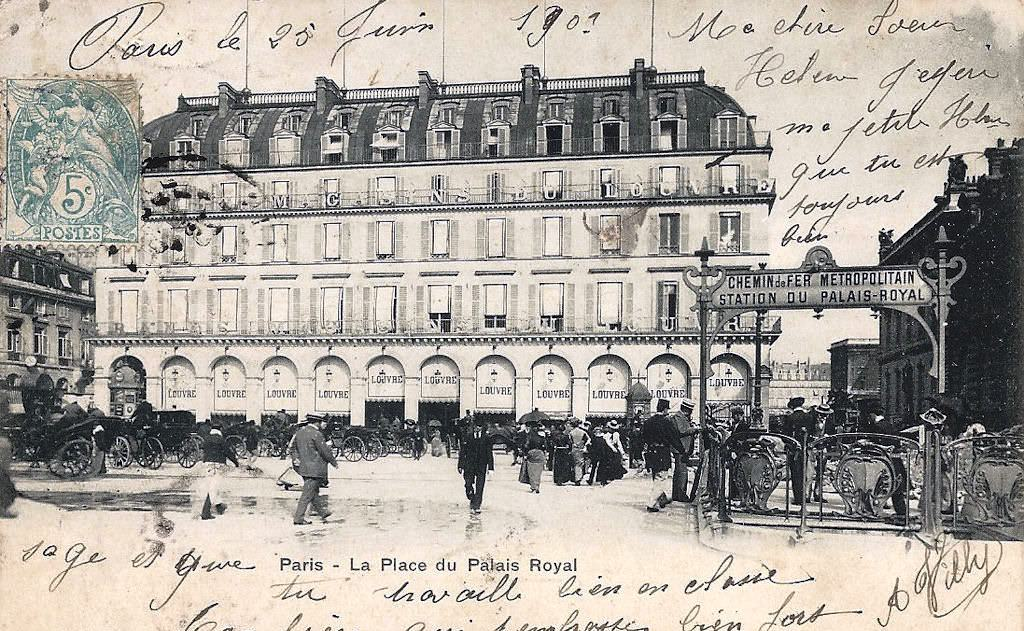
Place du Palais Royal mit Zugang zur Métro, 1903

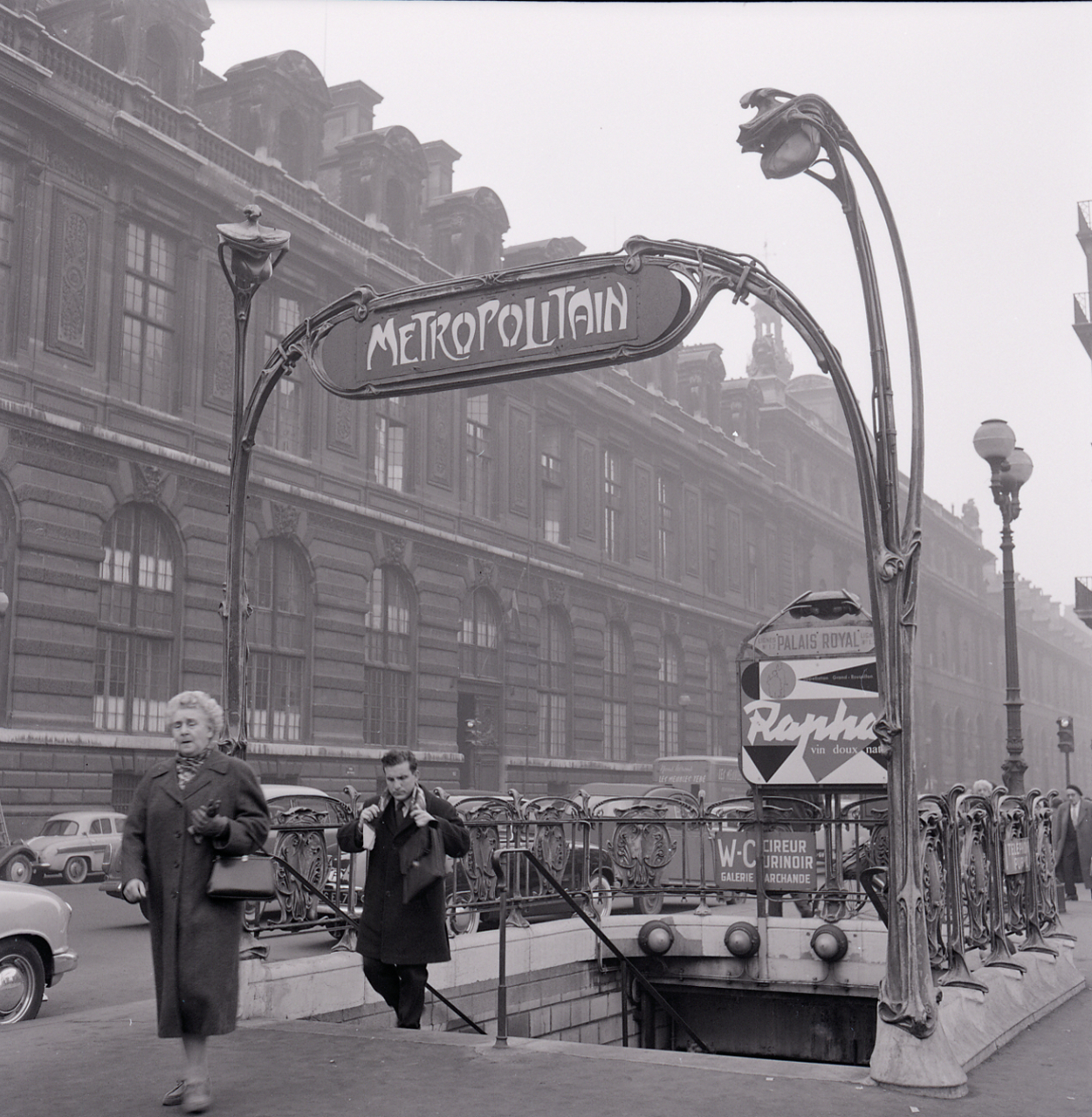
Jugendstil-Zugang von Hector Guimard, Stationsschild mit altem Namen, 1967

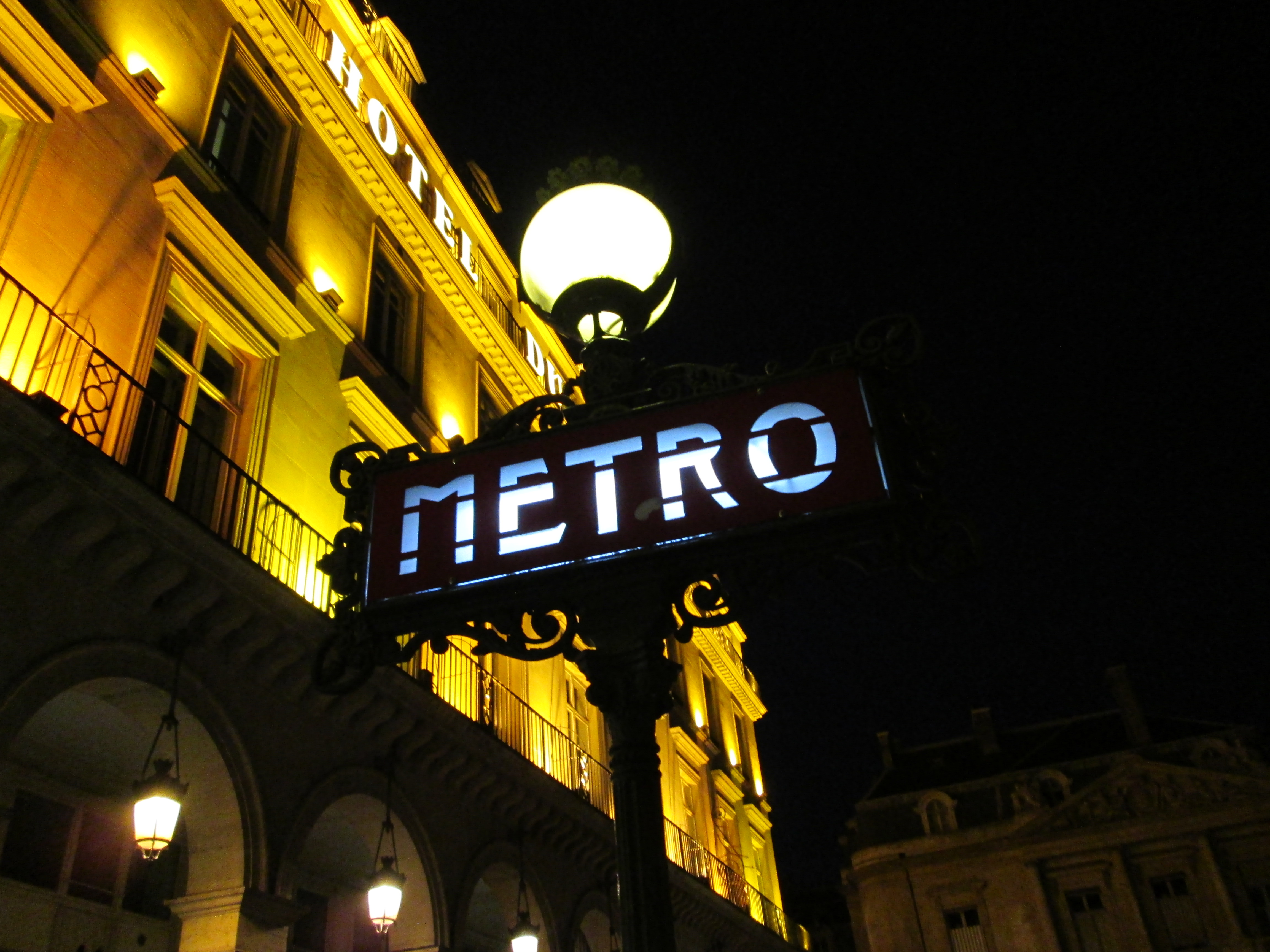
Kandelaber des Typs Val d‘Osne an der Place du Palais Royal

Palais Royal – Musée du Louvre [palɛ ʁwajal myze dy luvʁ] ist ein unterirdischer Umsteigebahnhof der Pariser Métro. Er wird von den Linien 1 und 7 bedient.

## Lage
Der U-Bahnhof befindet sich im Stadtviertel Quartier du Palais Royal des 1. Arrondissements von Paris. Die Station der Linie 1 liegt längs unter der Rue de Rivoli vor dem unter Napoleon III. errichteten Richelieu-Flügel des Palais du Louvre, die der Linie 7 dazu nahezu parallel unter der Rue Saint-Honoré.

## Name
Die Station hieß ursprünglich nur „Palais Royal“. Der gleichnamige Stadtpalast wurde als „Palais Cardinal“ von 1627 bis 1633 für Kardinal Richelieu errichtet. 1643 ging er in den Besitz der königlichen Familie über und erhielt seinen heutigen Namen.
1989 bekam der U-Bahnhof den Namenszusatz „Musée du Louvre“, um ortsunkundige Besucher auf den neuen Haupteingang des weltweit meistbesuchten Kunstmuseums hinzuweisen. Die Station „Louvre“, deren Name sich auf das Gebäude bezieht, liegt weiter vom Museumseingang entfernt und wurde in diesem Zusammenhang in Louvre – Rivoli umbenannt.

## Geschichte
Die Station der Linie 1 wurde am 19. Juli 1900 mit der Inbetriebnahme der Linie als einer der ersten acht Pariser Untergrundbahnhöfe eröffnet. Zunächst wies er die Standardlänge von 75 m auf. Anfang der 1960er Jahre wurde er auf 90 m verlängert und für den Betrieb mit gummibereiften Fahrzeugen hergerichtet. 2011 erhielt die Station Bahnsteigtüren für den Betrieb mit automatischen, fahrerlosen Zügen.
Die Station der Linie 7 ging am 1. Juli 1916 in Betrieb, als diese Linie von Opéra kommend bis Palais Royal verlängert wurde. Bis zum 16. April 1926 war die Station Endpunkt der Linie.
Im Rahmen von Renovierungsarbeiten erhielt der U-Bahnhof einen Zugang zum unterirdischen Einkaufszentrum Carrousel du Louvre und weiter zum Kassenbereich des Museums.

## Beschreibung
Beide Stationen haben Seitenbahnsteige an zwei Streckengleisen. Die Station der Linie 1 wurde in offener Bauweise errichtet, sie weist eine waagrechte Metalldecke auf. Auf quer zur Fahrtrichtung liegenden eisernen Stützbalken ruhen Längsträger, die kleine, aus Ziegelsteinen gemauerte Gewölbe tragen. Die Bahnsteige sind 4,10 m breit.
Die leicht gekrümmte Station der Linie 7 liegt unter einem elliptischen, gefliesten Deckengewölbe. Sie hat senkrechte Seitenwände und ist für Pariser Verhältnisse ungewöhnlich hoch.
An der Place du Palais Royal existieren drei Zugänge vom Straßenraum, von denen einer das von Hector Guimard entworfene Art-nouveau-Dekor aufweist. 1934 wurde an der Schmalseite des Geländers ein sehr großer Stadtplan mit integrierter Uhr installiert, der später wieder entfernt wurde. Ein weiterer Zugang ist durch einen Kandelaber des Typs Val d‘Osne markiert.

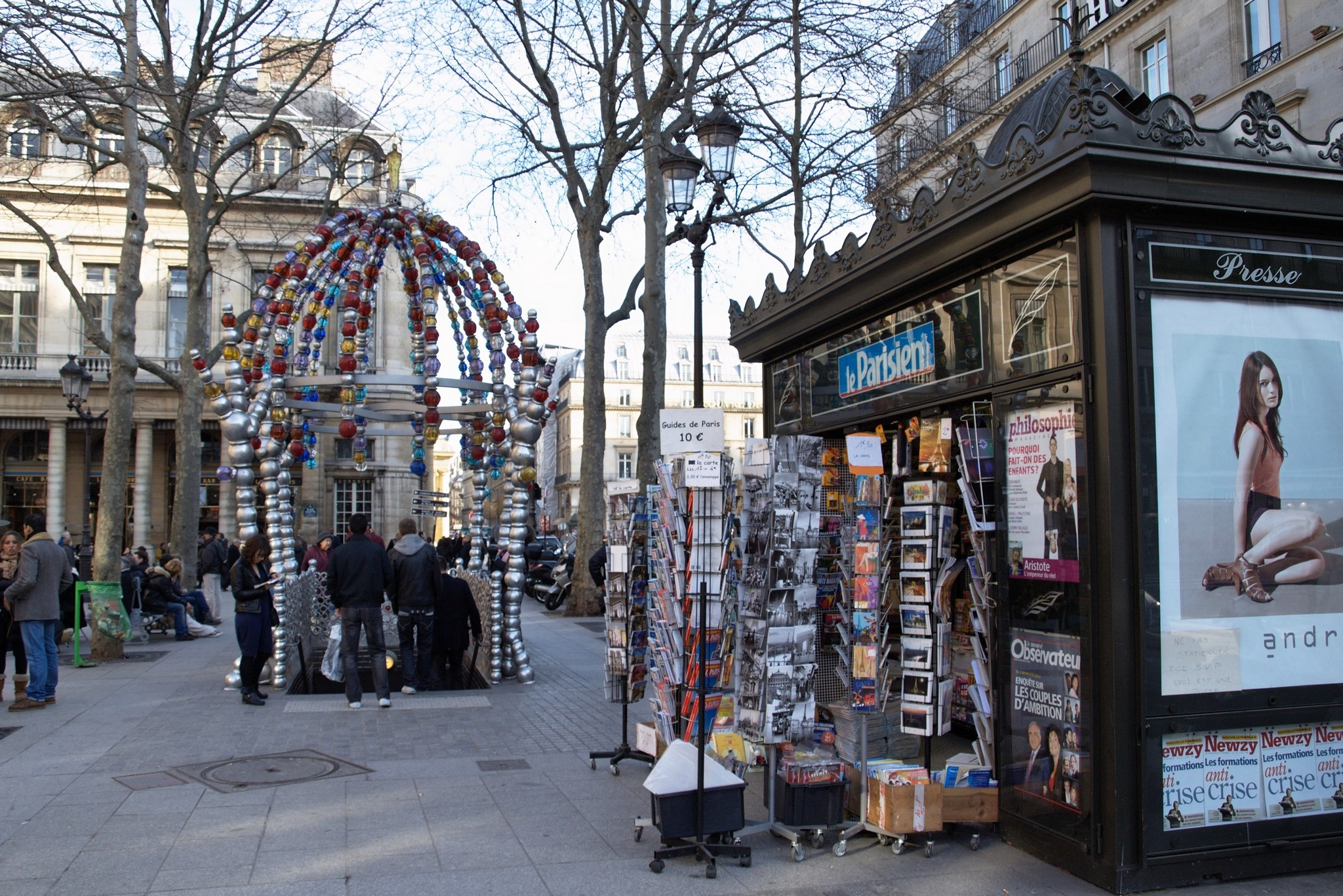
Zugang „Kiosque des Noctambules“ an der Place Colette (2009)

Zum einhundertsten Geburtstag der Pariser Métro wurde im Jahr 2000 an der Place Colette ein architektonisch ungewöhnlicher Eingang geschaffen. Er trägt die Bezeichnung „Kiosque des Noctambules“ (Kiosk der Nachtbummler) und stammt von dem Künstler Jean-Michel Othoniel. Der Eingang weist zwei Kuppeln auf, von denen eine den Tag, die andere die Nacht symbolisiert. Die Kuppeln bestehen aus bunten Glaskugeln, die von einer Aluminiumstruktur zusammengehalten werden.

## Fahrzeuge
Zunächst verkehrten auf der Linie 1 Züge, die aus einem Triebwagen mit nur einem Führerstand und zwei Beiwagen bestanden. Diese Fahrzeuge waren zweiachsig und jeweils knapp neun Meter lang. Bereits 1902 wurden Acht-Wagen-Züge gebildet, die aus sechs Beiwagen und je einem Triebwagen an den Zugenden gebildet waren. Bis 1905 wurden die Triebwagen, ab 1906 die Beiwagen durch vierachsige Fahrzeuge ersetzt, die auf Drehgestellen ruhten. 1908 hielten grün lackierte Fünf-Wagen-Züge der Bauart Sprague-Thomson auf der Linie 1 Einzug, die sich dort bis in die 1960er Jahre hielten. Ab Mai 1963 wurden die auf Schienen verkehrenden Sprague-Thomson-Züge sukzessive durch gummibereifte Fahrzeuge der Baureihe MP 59 abgelöst, bis Dezember 1964 herrschte Mischverkehr der zwei Betriebsarten. 1997 folgte die Baureihe MP 89 CC, die mit der Aufnahme des automatischen Betriebs der Baureihe MP 05 wich.
Konventionelle Fünf-Wagen-Züge der Baureihe MF 77 verkehren auf der Linie 7. Zwischen 1971 und 1979 liefen dort Züge der Baureihe MF 67, davor solche der Bauart Sprague-Thomson.

## Umgebung
- Musée du Louvre
- Palais Royal